# Meng Haoran
Meng Haoran (chino: 孟浩然, pinyin: Mèng Hàorán, Wade-Giles: Meng Hao-jan; japonés: mōkōnen) (689 o 691 – 740) era un poeta chino de la dinastía Tang. Sin mucho éxito en su carrera oficial, generalmente vivió en su mismo lugar de nacimiento, al que dedicó algunos poemas.
Nació en Xiangyang (localidad ubicada en la actual provincia de Hubei, RPC), para luego encariñarse con el área y eventualmente convertirse en el primero de los grandes poetas de la dinastía Tang temprana. Viviendo en este lugar casi toda su vida, los paisajes, la historia y las leyendas del mismo se convirtieron en los temas de muchos de sus poemas. Particularmente prominente fueron Nanshan (la Montaña del Sur, el lugar en el que vivía su familia) y Lumen Shan (la montaña Lumen), donde vivió como eremita por poco tiempo.
Tuvo una carrera en el servicio civil chino sin mucho éxito, pasando el examen imperial Jinshi bastante tarde, a los 39 años. Recibió su primer y último cargo tres años antes de su muerte, pero renunció después de tan sólo un año.
Muchas veces se le asocia con Wang Wei, debido a la amistad que compartían y a su prominencia como poetas de la temática de los panoramas. De hecho, Haoran escribió varios poemas sobre Wang Wei y su separación. Mientras Wang Wei se enfocaba en el mundo natural, en particular la soledad y un mundo natural sin carácter humano, Meng Haoran se enfocaba en los detalles en primer plano y la vida humana. A sus trabajos se les suele considerar menos exitosos que los de Wang Wei.